# Kaggen
Kaggen (norwegisch für Fässchen) ist ein kleiner und vereister Hügel im ostantarktischen Königin-Maud-Land. Im Gebirge Sør Rondane ragt er 11 km östlich des Bergs Bergersenfjella inmitten des Byrdbreen auf.
Norwegische Kartografen, die den Hügel auch deskriptiv benannten, kartierten ihn 1957 anhand von Luftaufnahmen, die bei der US-amerikanischen Operation Highjump (1946–1947) entstanden.